# ローヌ・プーラン
ローヌ・プーラン（フランス語: Rhône-Poulenc、[ʁon pulɛ̃k]）とは、かつて存在したフランスの化学・製薬企業。

## 概要
1928年に、ローヌ化学工場会社（Société des Usines Chimiques du Rhône）とプーランク兄弟社（Établissements Poulenc Frères）が合併してローヌ・プーランクを称した。ローヌ社は1895年にローヌ川流域の化学工場が合同しリヨンで創業された。プーランク社はパリで薬種商エチエンヌ・プーランクにより創業され、その息子エミール（作曲家フランシス・プーランクの父に当たる）とカミーユ兄弟の代（1900年）に製薬会社として設立された。
その後、フランスを代表する総合化学・製薬企業として発展し、1980-90年代には国策企業として国有化された。これ以後、医薬品を中心に据える方針をとった。
1990年には、アメリカ合衆国の製薬企業であるローラー（Rorer）を合併し、グループの中核である医薬品部門はローヌ・プーランク・ローラー（Rhône-Poulenc-Rorer）となった。1997年には、化学品部門が分離しローディア（Rhodia）となるが、2011年にソルベイに買収されソルベイ傘下企業となった。1999年、ローヌ・プーランクはヘキストと合併しアベンティス（Aventis）となった。さらにアベンティスは2004年、サノフィ・サンテラボ（Sanofi-Synthélabo）と合併し、サノフィ・アベンティスとなった。農薬部門はヘキストとの合併により、アベンティス・クロップサイエンス（Aventis CropScience）となり、さらに2002年にはバイエルに買収された。
ローヌ・プーランクにより創設された賞として、ローヌ・プーランク科学図書賞（その後アベンティス科学図書賞、現在は王立協会科学図書賞 Royal Society Prizes for Science Books）がある。

## 主な医薬品
- クロルプロマジン - 抗ヒスタミン剤、抗精神病薬
- ゾピクロン (アモバン) - 睡眠導入剤